# ترور نافرجام اکبر هاشمی رفسنجانی
ترور نافرجام اکبر هاشمی رفسنجانی، واقعه‌ای بود که در شب ۴ خرداد ۱۳۵۸ روی داد که طی آن اکبر هاشمی رفسنجانی در داخل منزلش توسط عاملین گروه فرقان مورد اصابت گلوله قرار گرفت و از ناحیهٔ کبد مجروح شد، هرچند به تدبیر همسر وی (عفت مرعشی)، گلوله‌های شلیک شده آسیب جدی به او وارد نکرد.

## شرح سوء قصد
شب ۴ خرداد ۱۳۵۸ دو نفر به درب منزل هاشمی رفسنجانی در محله دزاشیب تهران مراجعه می‌کنند و اظهار می‌دارند که ما حامل پیام خصوصی برای آقای هاشمی رفسنجانی هستیم. محافظین به آنان اجازه ورود می‌دهند و پس از نشستن در اتاق و حرکات غیرعادی مراجعه‌کنندگان، آقای هاشمی به قصد آنان آگاه می‌شود و باآنان درگیر می‌شود.
عفت مرعشی، همسر اکبر هاشمی رفسنجانی چنین گفته است:
پاسدار ما نیز در حیاط بود کنار حوض. غروب بود و هوا تاریک شده بود. پاسدار از پشت شیشه می‌بیند که آقای هاشمی با یک نفر دیگر گلاویز شده‌اند. من در را که باز کردم و این صحنه را دیدم. رفتم داخل. آن مرد چند بار به صورت آقای هاشمی زده بود و صورت او سیاه شده بود. بعد نفر دوم منافقین با اسلحه وارد اتاق شد. اول فکر کردم که یکی از پاسدارها برای کمک آمده. اما دیدم نه، این آدم غریبه است. پریدم جلو. آقای هاشمی را پرت کردم روی زمین. یادم آمد که منافقین به سر آقای مطهری شلیک کرده بودند. خودم را انداختم روی آقای هاشمی و دست‌هایم را دور سر او گرفتم. این پدرسوخته نیز هیچ ابا نکرد. دستش را زیر دست من آورد و دو تا تیر پشت سر هم خالی کرد. یک تیر هم زد به دیوار اتاق و از دررفت. احتمال داد که آقای هاشمی کشته شده است. او که رفت، من بلند شدم. دیدم خون از شکم آقای هاشمی بیرون زده. چادری را که برای نماز برداشته بودم، دور بدن آقای هاشمی بستم. فاطمه شروع کرد به جیغ زدن و گریه کردن. گفتم: جیغ نزن، برو ماشین خبر کن. او رفت. خودم هم دویدم داخل کوچه و داد زدم: همسایه‌ها یک ماشین. همسایه‌ها یک ماشین. در حالی که دو تا ماشین در خانه داشتیم، اما راننده نبود که بتواند ماشین‌ها را ببرد. آقایی وارد خانه ما شد، گفت: ماشین آماده است. من اول وحشت داشتم. گفتم نکند این آقا از منافقین باشد. حالم خوب نبود، گفتم: شما منافق نیستید؟ گفت: نه، خانم من همسایهٔ شما هستم. آقای هاشمی را بغل کردیم و گذاشتیم توی ماشین. مهدی هم پرید داخل ماشین. من بدون جوراب و کفش سوار ماشین شدم تا برویم به بیمارستان. رفتیم بیمارستان شهدا. تا ما به بیمارستان برسیم، فاطمه از خانه با بیمارستان تماس گرفته و گفته بود که پدرم تیر خورده، بیمارستان را آماده کنید. در خیابان ما به یک چراغ قرمز طولانی برخوردیم. من سرم را از ماشین بیرون آوردم و به پلیسی که سر چهارراه بود، گفتم: چراغ را سبز کن. آقای هاشمی در این ماشین است. تیر خورده. پلیس سریع چراغ را سبز کرد. رسیدیم دم بیمارستان. دیدیم که منتظرند. همسایه ما، آقای هاشمی را بغل کرد و خودش برد به داخل آسانسور. من هم همراهش رفتم. وارد بخش که شدیم، دیدیم همه چیز آماده است. آقای هاشمی را گذاشتند روی تخت.

روایت خود هاشمی رفسنجانی از حادثه چنین است:
عصر جمعه که تصادفاً یکی از پاسدارهایی که محافظ من بود منزل نبودند حدود ساعت نزدیک ۹ ود که با اف اف گفتند دو نفر نزدیک خانه هستند و نامه ای از آقای ناطق نوری که دارند. من گفتم بگویید بیایند تو بعد به من خبر دادند که آمدند داخل در اتاق پذیرایی نشسته‌اند.
طبق معمول من به خاطر اینکه مردم بتوانند حرف‌هایشان را به ماها بزنند و درد و دلهایشان را بکنند بنا این بود که در ملاقات اشخاص سختگیری نکنند. آمدند در خانه من وقتیکه به اتاق پذیرایی رفتم دیدم که یک جوانی آنجا نشسته با یک پاسداری در خانه ما.
بعد پاسدار رفت بیرون و آن جوان بود. من چون گفتم کار دارم زودتر این نامه را بدهید ببینم چیکار دارید وقت تلف نکنید ایشون پا شد آمد و جلو صندلی که من نشسته بودم با نیم متر فاصله ایستاد و چیزی از تو جیبش درآورد و گفت متأسفانه اشتباهی آوردم نامه را… و رنگ ورقه‌هایش نشان می‌داد که همان اعلامیه‌هایی بود که آورده بود آنجا پخش کند بعد از اقدام.
ضمن اینکه این حرف را می‌زد من از پایین دیدم که دستش رفت و پیراهنش را زد بالا و به طرف اسلحه دست برد. خب تقریباً برام روشن شد که قصد سوءیی دارد. فاصله ای نداشتیم بلند شدم دستش را گرفتم و همان دستش که روی اسلحه بود من آن دستش را گرفتم. من بلند شدم و او دفاع می‌کرد مدتی کلنجار می‌رفتیم. رفیق و شریکش که با او آمده بود در حیاط منزل مانده بود و جلوی پاسدارها را می‌گرفت که نیایند داخل اتاق.

وقتیکه دید رفیقش تنهایی نمی‌تواند در اتاق کاری انجام دهد و گیر افتاده و خانم و اینها هم آمدند کمک من. او پاسدارها را تهدید کرده بود و خودش هم آمد داخل اتاق. موقعی که رسید اسلحه آن طرف دست من بود ولی با او هنوز کلنجار می‌رفتیم، تمام نشده بود و او مسلحی بود که دستش آزاد بود و ما هم گرفتار درگیری با او بودیم و شلیک کرد و آنچه که من احساس کردم اینکه یک تیر از پشتم زد و از شکمم آمد بیرون. من دیگر قدرت مقاومت نداشتم و من نشستم روی زمین و آنجا خانم و بچه‌ها کمک کردند که مانع او شدند که به سر من تیر بزند یا به جاهای حساس تر تیر بزند. بعد دررفتند و اسلحه هم دست من بود و فرار کردند.

## در بیمارستان

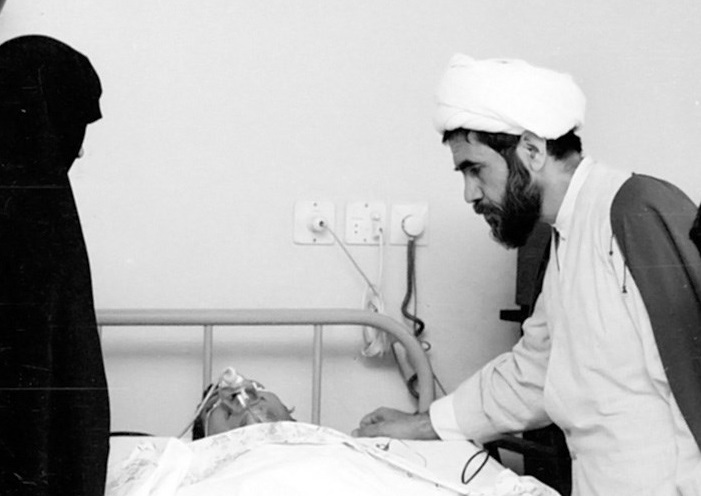
عیادت محمد مفتح از رفسنجانی در بیمارستان

اکبر هاشمی رفسنجانی در ساعت هشت و چهل و پنج دقیقه شب به بیمارستان شهدای تجریش منتقل شد. او از ناحیهٔ شکم قسمت بالا و راست مورد اصابت قرار گرفته بود. عفت مرعشی، همسر اکبر هاشمی رفسنجانی دربارهٔ خاطرهٔ پس از انتقال هاشمی به بیمارستان چنین گفته است:

دکترها به من گفتند که شما برو بیرون. گفتم: من بیرون نمی‌رم. می‌ترسم و اطمینان ندارم. همزمان دوستان آقای هاشمی نیز رسیدند. مثل این‌که فاطمه به آن‌ها زنگ زده بود و خبر کرده بود. اولین نفری که وارد شد، آیت‌الله ملکی بود. خدا رحمتش کند. گفت تو برو. گفتم: می‌روم ولی مراقب آقای هاشمی باش. از اتاق آمدم بیرون. دیدم خبرنگاران خبردار شده بودند و می‌خواستند با من مصاحبه کنند. آقای لاریجانی آمد پیش من و اطلاع داد که اینها خبرنگار هستند. من آمدم بیرون تا به خانه تلفن بزنم. یکی از کارمندان بیمارستان یک جفت کفش برایم آورد و گفت: شما اول این کفش‌ها را پایتان کنید. من تازه آنجا فهمیدم که کفش به پا ندارم. به خانه تلفن زدم. دیدم هیچ‌کس جواب نمی‌دهد. سریع آمدم منزل. دیدم مقابل خانه ما جمعیت زیادی جمع شده است. روی پشت‌بام، داخل حیاط و همه‌جا آدم بود. من دیگر داخل خانه نرفتم. زن‌عموی بچه‌ها آمده بود و آن‌ها را با خودش برده بود. من دوباره برگشتم بیمارستان. دیدم آقای هاشمی در اتاق عمل است. جراحی تا آخر شب طول کشید. دکترهای آشنا همه آمده بودند. آقای دکتر ولایتی، دکتر طباطبایی. اما فکر کنم آقای هاشمی را پروفسور سمیع عمل کردند. بعد آقای هاشمی را به CCU بردند. به ما گفتند که چیز مهمی نبود. اما باید تا صبح در CCU باشد. همه از من حال آقای هاشمی را می‌پرسیدند. حتی منافقین هم می‌آمدند. هیچ‌کس نمی‌دانست که تیر به کجای آقای هاشمی خورده. دکترها به من نگفتند. تا این‌که آقای مسعود رجوی آمد پیش من گفت که خانم تا فردا صبح وضعیت هاشمی خطرناک است. پرسیدم: چرا؟ گفت: چون تیر به کبد ایشان خورده و پرده دیافراگم نیز پاره شده است. اگر تا فردا صبح اتفاقی نیفتد، انشاءالله حاج‌آقا زنده می‌ماند. آقای هاشمی پانزده روز در بیمارستان بستری شد. در این مدت همه کسانی که در انقلاب نقش داشتند، آمدند بیمارستان. شهید رجایی، آیت‌الله خامنه‌ای، بنی‌صدر، مهندس بازرگان. همه آمدند. دکترها می‌گفتند که آقای هاشمی خون احتیاج دارد. باید به او خون بدهید. وقتی من رفتم خون بدهم، دیدم صف طولانی تشکیل شده و مردم آمده بودند خون بدهند. من وقتی مردم را دیدم، گریه‌ام گرفت که چقدر این مردم وفادار هستند. در بیمارستان بعد از این‌که حال آقای هاشمی بهتر شد، خبر دادند که دکترهای بیمارستان می‌خواهند از ایشان عیادت کنند. همه دکترها و حتی مریض‌ها می‌آمدند و از آقای هاشمی عیادت می‌کردند.
مقامات وقت بیمارستان اعلام کردند که «حال عمومی آقای هاشمی خوب است. آخرین گزارش پزشکی حاکی است که آقای هاشمی رفسنجانی که در ساعت هشت و چهل و پنج دقیقه دیشب به بیمارستان شهدا منتقل شد از ناحیه شکم قسمت بالا و راست مورد اصابت قرار گرفته. حال عمومی خوب است و فشار خون ۱۲ روی ۷ گزارش شده است. مقامات بیمارستان شهدا گفتند به‌علت خونریزی تحت عمل جراحی قرار گرفت. در معاینات دیده شد که سطح غدامی کبد خراش برداشته و بقیه قسمت‌ها سالم است. ناحیه قدام کبد ترمیم شد و حال وی رضایت‌بخش است.»

## عاملان
این ترور توسط گروه فرقان صورت گرفت و بعدها تروریست‌های فرقان دستگیر شدند، قبل از هاشمی رفسنجانی، مرتضی مطهری و محمدولی قرنی در آغاز سال ۱۳۵۸ توسط فرقان ترور شده بودند.

## واکنش‌ها
روزنامهٔ کیهان در آن زمان نوشت: «پس از انتشار خبر سوء قصد به آقای هاشمی رفسنجانی، محمدعلی رجائی، مهدی بازرگان، سید محمود طالقانی، حجت‌الاسلام دعائی، سفیر جدید ایران در عراق، عباس امیرانتظام، سخنگوی دولت، آیت‌الله خامنه‌ای، صباغیان، معاون نخست‌وزیر و گروه کثیری از شخصیت‌های سیاسی و مذهبی به بیمارستان آمده و حال او را جویا شدند.
روزنامهٔ کیهان، پس از ارتباط با دفتر سید روح‌الله خمینی نوشته است: «بلافاصله پس از دریافت خبر، امام برای بهبودی حال حجت‌السلام هاشمی نذر کرده است.»
سید روح‌الله خمینی در تاریخ ۵ خرداد در پیامی اعلام کرد: «مرحوم مدرس که به امر رضاخان ترور شد از بیمارستان پیام داد «به رضاخان بگوئید من زنده هستم». مدرس حالا هم زنده است. مردان تاریخ تا آخر زنده هستند. بدخواهان باید بدانند هاشمی زنده است چون نهضت زنده است. آمریکا و دیگر ابرقدرت‌ها بدانند ملت ما زنده است… من به آقای هاشمی فرزند برومند اسلام تبریک می‌گویم که در راه هدف تا نزدیک شهادت به پیش رفته و سلامت و ادامه خدمت ایشان را از خدای تعالی خواستارم.»
حسینعلی منتظری گفت: «خبر سوء قصد به حجت‌الاسلام هاشمی مایه تأسف شد و خوشحالیم که ایشان سالم هستند و حالشان رضایت‌بخش است. بایستی به گروه‌هایی که متصدی این حرف‌ها هستند بگوییم که آن‌ها نمی‌توانند روح یأس در رهبر و ملت ایجاد کنند. هم رهبر ما قاطع است و هم ملت ما. در این سوء قصد دست آمریکا در کار است و اگر دست چپ هم باشد، چپ آمریکایی است، ماننده توده‌های نفتی در زمان دکتر مصدق، اگر کار چپی‌ها باشد چپی‌های ساخت آمریکا هستند ولی مردم قاطع‌تر می‌شوند و دست شرق و غرب را قطع می‌کنند. دنیا، دنیایی است که مردم روشن شده‌اند.
ابوالحسن بنی‌صدر گفت: «به نظر می‌رسد که توطئه‌هایی است برای از بین بردن موانع ایجاد رژیم آمریکایی در ایران که حافظ منافع آن‌ها در ایران باشد. آمریکا می‌خواهد ایران را از دست ندهد. حجت‌الاسلام هاشمی آن‌طور که برای من معلوم شد، روحیه ضد آمریکاییش قوی است.»
سیدعلی خامنه‌ای گفت: «آقای هاشمی ۱۵ سال است نمودار کامل صداقت و صفای انقلابی و خستگی ناپذیری در صحنه مبارزه است و ما چوب عدم وابستگی و استقلال خود را می‌خوریم.» خامنه‌ای اضافه کرد «جستجو از عناصری که ماهیت انقلابی و اسلامی آن‌ها واضح است مشخص کننده ماهیت سوء قصد کنندگان است. کسانی که سعی می‌کنند چهره‌هایی مانند آقای هاشمی را مورد خدشه قرار دهند معلوم است به حساب چه کسی کار می‌کنند.»
روزنامه جمهوری اسلامی، سوء قصد به هاشمی را «زنگ خطر مجددی به مسئولین امور» خواند و اعلام کرد که «از بدو موجودیت مبارزه مسلحانه را محکوم و غیرانسانی شناخته است و حادثه اخیر بار دیگر تأکیدی است برای شدت عمل در خلع سلاح افراد مشکوک و غیرمسئول.»
حزب توده ایران نیز طی بیانیه‌ای سوء قصد علیه جان هاشمی را محکوم کرد.
در شهر رفسنجان نیز تعطیل رسمی اعلام شد.